# Mike Dewever
Mike Dewever (ca. 1985) is een Belgisch hockeyer.

## Levensloop
Dewever was actief bij Royal Ucle Sport. Voor seizoen 2006-'07 maakte hij de overstap naar KHC Dragons en vervolgens was hij aan de slag bij Real Club de Polo de Barcelona.
Daarnaast was hij actief bij de Belgische nationale ploeg. In 2007 kondigde hij zijn afscheid aan van de Red Dragons, waarmee hij onder meer deelnam aan het Europees kampioenschap van 2003. Dewever verzamelde in totaal 40 caps. Later kwam hij op deze beslissing terug en maakte hij onder meer deel uit van de voorselectie voor de Olympische Zomerspelen van 2008 te Beijing.